# Amanchu!
Amanchu! (яп. あまんちゅ! Амантю!) — манга Кодзуэ Амано, выпускавшаяся с ноября 2008 по май 2021 года в журнале Comic Blade. Как и предыдущая работа мангаки — Ария, эта манга тесно связана с водой, только на сей раз действие разворачивается на Земле и в наше время. Первый сезон аниме-адаптации производства студии J.C. Staff транслировался с 8 июля по 23 сентября 2016 года. Премьера второго сезона с подзаголовком Advance (яп. あどばんす Адобансу, букв.«Прогресс») состоялась 7 апреля 2018 года.

## Сюжет
Футаба Оки — старшеклассница, переезжает из Токио в городок на полуострове Идзу, где знакомится с Хикари — девушкой, занимающейся подводным плаванием. С её лёгкой руки Футаба вступает в клуб дайвинга школы Юмэгаока. Для неё, как человека, который раньше то и плавать не умел, возникает множество преград, но с помощью новых друзей и опытного учителя она всё больше увлекается миром подводного плавания.

## Персонажи
Хикари Кохината (Пикари) (яп. 小日向光 Кохината Хикари) — одна из двух главных героинь — пятнадцатилетняя ученица школы Юмэгаока; помогает своей бабушке в пляжном магазинчике, увлекается дайвингом и заодно подрабатывает инструктором. В будущем мечтает стать профессиональным инструктором подводного плавания.
Сэйю: Эри Судзуки
Футаба Оки (Тэко) (яп. 大木双葉 О:ки Футаба) — одна из двух главных героинь — шестнадцатилетняя ученица школы Юмэгаока; до начала рассказа училась в Токио; переехав на Идзу, получила права на управление мотороллером, и до школы добирается на PIAGGIO Vespa P125X. До вступления в клуб с дайвингом ничего общего не имела и даже не умела плавать.
Сэйю: Аи Каяно
Ай Ниномия (яп. 二宮愛 Ниномия Ай) — шестнадцатилетняя ученица школы Юмэгаока; увлекается подводным плаванием, хорошо рисует, мечта — стать мангакой. Стресс снимает на Младший брате-близнеце.
Сэйю: Саори Ониси
Макото Ниномия (яп. 二宮誠 Ниномия Макото) — Младший брат-близнец Ай, состоит в том же клубе. Детская мечта — «быть камнем, потому что это не больно».
Сэйю: Юитиро Умэхара
Мато Катори (яп. 火鳥真斗 Катори Мато) — наставник в классе Хикари и Футабы, а также руководитель дайвинг-клуба, 29 лет.
Сэйю: Сидзука Ито
Ария (яп. ありあ Ариа), также называют Наставник Тя (яп. ちゃ顧問), — кот директора школы. Кличку Тя ему дала Хикари — цвет ушей и хвоста у него чайного цвета. Мяуканье тоже похоже на звук «тя».
Сэйю: Юрика Кубо
О-Химэ (яп. お姫 О-Химэ) — кошка, которую подобрали Хикари с Футабой, директор согласился держать у себя вместе с Тя. Любит сосать пальцы всех, кроме директора, потому что они у него толстые.
Сэйю: Ая Судзаки
Кокоро Мисаки (яп. 岬こころ Мисаки Кокоро)
Сэйю: Аи Ямомото

## Медиа-издания

### Манга
Манга авторства Кодзуэ Амано начала свою публикацию 29 ноября 2008 года в ежемесячном сёнэн-журнале Comic Blade издательства Mag Garden. С конца 2010 года из-за беременности автора манга стала выходить ежеквартально. Последняя глава манги вышла 10 мая 2021 года, 17-й — последний — том должен выйти 10 ноября 2021 года.

#### Список томов
| №  | Дата публикации       | ISBN                                                                 |
| -- | --------------------- | -------------------------------------------------------------------- |
| 1  | 10 августа 2009 года  | ISBN 978-4861276422                                                  |
| 2  | 10 февраля 2010 года  | ISBN 978-4861276965                                                  |
| 3  | 10 августа 2010 года  | ISBN 978-4861277573                                                  |
| 4  | 10 марта 2012 года    | ISBN 978-4861279607                                                  |
| 5  | 10 октября 2012 года  | ISBN 978-4800000514                                                  |
| 6  | 10 мая 2013 года      | ISBN 978-4800001474                                                  |
| 7  | 9 ноября 2013 года    | ISBN 978-4800002273                                                  |
| 8  | 10 мая 2014 года      | ISBN 978-4800003010                                                  |
| 9  | 10 февраля 2015 года  | ISBN 978-4800004109                                                  |
| 10 | 9 июля 2016 года      | ISBN 978-4800005991                                                  |
| 11 | 10 сентября 2016 года | ISBN 978-4800006103                                                  |
| 12 | 10 апреля 2018 года   | ISBN 978-4-80000-756-8 ISBN 978-4-8000-0738-4 (ограниченное издание) |
| 13 | 9 июня 2018 года      | ISBN 978-4-80000-780-3 ISBN 978-4-8000-0780-3 (ограниченное издание) |
| 14 | 10 апреля 2019 года   | ISBN 978-4-8000-0842-8                                               |
| 15 | 10 декабря 2019 года  | ISBN 978-4-8000-0919-7                                               |
| 16 | 27 февраля 2021 года  | ISBN 978-4-8000-1054-4 ISBN 978-4-8000-0965-4 (ограниченное издание) |
| 17 | 10 ноября 2021 года   |                                                                      |

### Аниме
Режиссёрами аниме-адаптации стали Дзюнъити Сато и Кэнъити Касай, сценаристом Дэко Акао, анимацией занималась студия J.C.Staff, за дизайн персонажей отвечал Ёко Ито. Сериал транслировался с 8 июля по 23 сентября 2016 года на телеканалах AT-X, Tokyo MX, SUN, SBS, KBS и BS11. Композиторами серии стал дуэт GONTITI, а музыкальным продюсером выступила компания Flying Dog. Открывающая композиция «Million Clouds» была исполнена Мааей Сакамото, а закрывающую «Futari Shojo» (яп. ふたり少女) исполнил дуэт Tekopikari, состоящий из Эри Судзуки и Аи Каяно. OVA была включена в седьмой Blu-ray, выпуск которого состоялся 29 марта 2017 года.
Премьера второго сезона под названием Amanchu! Advance (яп. あまんちゅ! ~あどばんす~ Амантю! Адобансу, букв.«Амантю! Прогресс») назначена на апрель 2018 года. Пост одного из режиссёров вместо Кэнъити Касая займёт Киёко Саяма, а в качестве второго сценариста к Дэко Акао присоединится Хироко Фукуда.

#### Список серий
| № серии | Название | Трансляция в Японии   |
| ------- | --- | --------------------- |
| 1       | История о девушке и море «Сё:дзё то Уми но Кото» (少女と海のコト)                                            | 8 июля 2016 года      |
| 2       | Нарушаем правила с Хикари «Хикари то Икэнай Кото» (光といけないコト)                                         | 15 июля 2016 года     |
| 3       | Секрет воодушевления и счастья «Вакуваку то Сиавасэ но Коцу но Кото» (ワクワクと幸せのコツのコト)            | 22 июля 2016 года     |
| 4       | История волнующегося и отчаявшегося сердца «Вакуваку то Акирамэру Кокоро но Кото» (ワクワクと諦める心のコト) | 29 июля 2016 года     |
| 5       | Первое море с друзьями «Накама то Хадзимэтэ но Уми но Кото» (仲間と初めての海のコト)                         | 5 августа 2016 года   |
| 6       | История ложных желаний «Хонто Дзянай Нэгай но Кото» (ホントじゃない願いのコト)                               | 12 августа 2016 года  |
| 7       | История о заканчивающемся дожде «Амэ но Овари но Кото» (雨のおわりのコト)                                    | 19 августа 2016 года  |
| 7       | История о начале лета «Нацу но Хадзимари но Кото» (夏のはじまりのコト)                                       | 19 августа 2016 года  |
| 8       | История скрытых чувств «Химэта Омой но Кото» (秘めた思いのコト)                                              | 26 августа 2016 года  |
| 8       | История о неизвестности «Мадамада Сиранай Кото» (まだまだ知らないコト)                                       | 26 августа 2016 года  |
| 9       | История воспоминаний, которых нельзя стереть «Кэсэнай Омойдэ но Кото» (消せない思い出のコト)                 | 2 сентября 2016 года  |
| 10      | История о потере вашего пути «Кё: то Иу Цуйтати о Маё: Кото» (今日という一日を迷うコト)                      | 9 сентября 2016 года  |
| 11      | История кота и котёнка «Нэко то Конэко но Кото» (猫と子猫のコト)                                             | 16 сентября 2016 года |
| 12      | История о голубом мире «Аой Сэкай но Кото» (青い世界のコト)                                                  | 23 сентября 2016 года |